# 拉尔 (北莱茵-威斯特法伦州)
拉尔（德語發音：[laːr]）是德国北莱茵-威斯特法伦州的一个市镇。总面积35.03平方公里，总人口6292人，其中男性3170人，女性3122人（2011年12月31日），人口密度180人/平方公里。